# Мужская сборная Испании по волейболу
Мужская национальная сборная Испании по волейболу (исп. Selección masculino de voleibol de España) — представляет Испанию на международных соревнованиях по волейболу. Управляющей организацией выступает Испанская королевская федерация волейбола (Real Federación Española de Voleibol — RFEVB).

## История
Волейбол появился в Испании в 1920 году в Барселоне в качестве пляжного развлечения. Серьёзное его развитие в стране началось только в конце 1930-х после окончания гражданской войны. В 1953 году секция волейбола Испании, находившаяся под патронажем Федерации баскетбола Испании, вступила в ФИВБ. В 1959 образована независимая Испанская королевская федерация волейбола.
Дебют мужской сборной Испании на международной арене произошёл лишь в начале 1970-х годов — значительно позже, чем у сборных большинства других стран Европы. В августе 1972 испанские волейболисты приняли участие в олимпийской квалификации, но проиграв командам Италии и Румынии с одинаковым счётом 0:3, выбыли из борьбы за олимпийскую путёвку.
В 1975 команда Испании дебютировала в отборочном турнире чемпионата Европы, но пробиться в основную фазу континентального первенства сумела лишь спустя 6 лет. В 1981 году испанцы впервые были среди 12 команд-участниц чемпионата Европы, но заняли последнее место. В последующие 22 года сборная Испании ещё трижды преодолевала отборочное сито европейских чемпионатов, но каждый раз замыкала итоговую расстановку команд.
В 1992 году испанская Барселона принимала Олимпийские игры и в волейбольном турнире соревнований в качестве хозяев приняла участие и сборная Испании. Неожиданно для многих испанцы под руководством кубинского тренера Гильберто Эрреры сумела выйти в плей-офф, одержав на предварительной стадии 3 победы в 5 матчах. На этом успехи хозяев закончились и в дальнейшем они последовательно проиграли сборным Кубы 0:3 (в четвертьфинале), Италии 0:3 (в утешительном полуфинале) и СНГ 2:3 (в матче за 7-е место).
1998 год для сборной Испании был ознаменован дебютом команды в чемпионате мира, проходившем в Японии. Одержав на двух групповых стадиях 7 побед в 10 матчах, испанские волейболисты оказались в одном шаге от выхода в полуфинал, но в итоге заняли 8-е место.
Спустя год команда Испании получила wild card для участия в розыгрыше Кубка мира, где стала 6-й, отметившись победой 3:2 над победителем турнира — сборной России. Самым результативным игроком розыгрыша стал испанец Рафаэль Паскуаль.
В 2005 сборная Испании выиграла свои первые медали на официальном турнире под эгидой ЕКВ, став бронзовым призёром Евролиги. В том же году испанские волейболисты дошли до полуфинала чемпионата Европы, где в упорнейшей борьбе уступили сборной России 2:3, а затем в матче за «бронзу» проиграли команде Сербии и Черногории 0:3.
В конце 2005 года сборную Испании возглавил итальянский тренер Андреа Анастази. Именно с ним связаны самые громкие успехи испанской национальной команды, которых она добилась в 2007 году. Сначала испанцы в финале Евролиги со счётом 3:2 обыграли Португалию, а затем неожиданно выиграли «золото» чемпионата Европы. Европейское первенство, проходившее в России, сборная Испании прошла без единого поражения. Одержав на двух групповых этапах по три победы, испанская команда вышла в полуфинал, где, уступая по ходу матча 1:2, всё же оказалась сильнее сборной Финляндии — 3:2. В финале против хозяев и фаворитов турнира — сборной России — сюжет полуфинального поединка повторился. Уступая 1:2, в 4-м сете испанцы вырвали победу 30:28, закончив в свою пользу и 5-ю партию 16:14, впервые став чемпионами Европы. Самым результативным игроком финала стал испанец Гильермо Фаласка, набравший 30 очков. Лучшим блокирующим турнира признан его соотечественник Хосе Луис Мольто. Сезон-2007 сборная Испании завершила 5-м местом в розыгрыше Кубка мира.
В 2008 году вместо покинувшего сборную Испании Анастази, назначенного на пост главного тренера сборной Италии, наставником испанской национальной команды стал именитый аргентинский тренер Хулио Веласко. В этой должности он проработал до 2011, трижды выиграв за это время со своей командой «серебро» Евролиги.
За последнее десятилетие каких либо серьёзных успехов сборная Испании не добивалась, занимая место в середине второго десятка европейского континентального рейтинга.

## Результаты выступлений и составы

### Олимпийские игры
| - 1964 — не участвовала - 1968 — не участвовала - 1972 — не квалифицировалась - 1976 — не квалифицировалась - 1980 — не участвовала - 1984 — не участвовала - 1988 — не участвовала - 1992 — 8-е место | - 1996 — не участвовала - 2000 — 9—10-е место - 2004 — не квалифицировалась - 2008 — не квалифицировалась - 2012 — не квалифицировалась - 2016 — не участвовала - 2020 — не участвовала - 2024 — не участвовала |

- 1992: Анхель Алонсо, Венансио Коста, Хесус Гарридо, Франсиско Эрвас Тирада, Эктор Лопес, Мигель Анхель Марото, Рафаэль Паскуаль Кортес, Хуан Карлос Роблес Ания, Эрнесто Родригес Гомес, Франсиско Санчес, Хесус Санчес, Бенджамин Виседо. Тренер — Гильберто Эррера Дельгадо.
- 2000: Рафаэль Паскуаль Кортес, Луис Педро Суэла Мендес, Мигель Анхель Фаласка Фернандес, Хуан Карлос Роблес, Алексис Валидо Морено, Косме Пренафета Гарсия, Хосе Антонио Касилья Кортес, Карлос Луис Карреньо Сехудо, Хосе Луис Мольто Карбонель, Эрнесто Родригес Гомес, Хуан Хосе Сальвадор Хименес, Энрике де ла Фуэнте Сантос. Тренер — Рауль Лосано.

### Чемпионаты мира
| - 1949 — не участвовала - 1952 — не участвовала - 1956 — не участвовала - 1960 — не участвовала - 1962 — не участвовала - 1966 — не участвовала - 1970 — не участвовала - 1974 — не участвовала - 1978 — не участвовала - 1982 — не квалифицировалась - 1986 — не квалифицировалась | - 1990 — не квалифицировалась - 1994 — не квалифицировалась - 1998 — 8-е место - 2002 — 13—16-е место - 2006 — не квалифицировалась - 2010 — 12-е место - 2014 — не квалифицировалась - 2018 — не квалифицировалась - 2022 — не квалифицировалась - 2025 — не квалифицировалась |

- 1998: Рафаэль Паскуаль Кортес, Венансио Коста, Хуан Карлос Вега, Мигель Анхель Фаласка Фернандес, Хуан Карлос Роблес, Хуан Колом, Косме Пренафета Гарсия, Карлос Луис Карреньо Сехудо, Хесус Гарридо, Хосе Луис Мольто Карбонель, Эрнесто Родригес, Энрике де ла Фуэнте Сантос. Тренер — Винченцо Ди Пинто.
- 2002: Рафаэль Паскуаль Кортес, Альфонсо Флорес, Луис Педро Суэла, Хуан Карлос Вега, Густаво Сауседо, Алексис Валидо, Косме Пренафета Гарсия, Карлос Луис Карреньо Сехудо, Гильермо Фаласка, Хосе Луис Мольто Карбонель, Хуан Хосе Сальвадор, Энрике де ла Фуэнте Сантос. Тренер — Франсиско Эрвас Тирада.
- 2010: Густаво Сауседо, Мануэль Севильяно, Франсиско Хосе Родригес, Серхио Нода Бланко, Гильермо Эрнан, Альберто Салас, Хорхе Фернандес Валькарсель, Франсеск Льенас, Хорди Хенс, Ибан Перес Мансанарес, Хулиан Гарсия Торрес, Марлон Пальхарини Гонсалес. Тренер — Хулио Веласко.

### Кубок мира
Сборная Испании участвовала в двух розыгрышах Кубка мира.
- 1999 — 6-е место
- 2007 — 5-е место

- 2007: Ибан Перес Мансанарес, Мануэль Севильяно, Альфонсо Флорес, Алексис Валидо, Мигель Анхель Фаласка Фернандес, Хавьер Субиэла, Гильермо Фаласка Фернандес, Хосе Луис Мольто Карбонель, Хулиан Гарсия Торрес, Энрике де ла Фуэнте, Исраэль Родригес Кальдерон. Тренер — Марсело Мендес.

### Мировая лига
| - 1990 — не участвовала - 1991 — не участвовала - 1992 — не участвовала - 1993 — не участвовала - 1994 — не участвовала - 1995 — 7—9-е место - 1996 — 10—11-е место - 1997 — 8—9-е место - 1998 — 8-е место - 1999 — 5—6-е место - 2000 — 11—12-е место - 2001 — 9—12-е место - 2002 — 5—6-е место - 2003 — 5—6-е место | - 2004 — 7—9-е место - 2005 — не участвовала - 2006 — не участвовала - 2007 — не участвовала - 2008 — 13—16-е место - 2009 — не участвовала - 2010 — не участвовала - 2011 — не участвовала - 2012 — не участвовала - 2013 — не участвовала - 2014 — 25—26-е место (5—6-е в 3-м дивизионе) - 2015 — 25—27-е место (5—7-е в 3-м дивизионе) - 2016 — 32-е место (8-е в 3-м дивизионе) - 2017 — 26-е место (2-е в 3-м дивизионе) |

### Чемпионаты Европы
| - 1948 — не участвовала - 1950 — не участвовала - 1951 — не участвовала - 1955 — не участвовала - 1958 — не участвовала - 1963 — не участвовала - 1967 — не участвовала - 1971 — не участвовала - 1975 — не квалифицировалась - 1977 — не квалифицировалась - 1979 — не участвовала - 1981 — 12-е место - 1983 — не квалифицировалась - 1985 — 12-е место - 1987 — 12-е место - 1989 — не квалифицировалась - 1991 — не квалифицировалась | - 1993 — 11—12-е место - 1995 — не квалифицировалась - 1997 — не квалифицировалась - 1999 — не квалифицировалась - 2001 — не квалифицировалась - 2003 — 8-е место - 2005 — 4-е место - 2007 — 1-е место - 2009 — 9—10-е место - 2011 — не квалифицировалась - 2013 — не квалифицировалась - 2015 — не квалифицировалась - 2017 — 13—16-е место - 2019 — 9—16-е место - 2021 — 17—20-е место - 2023 — 17—20-е место - 2026 — |

- 2005: Гильерма Фаласка Фернандес, Мигель Анель Фаласка Фернандес, Висенте Фернандес, Хулиан Гарсия Торрес, Хосе Луис Мольто Карбонель, Марлон Пальхарини Гонсалес, Рафаэль Паскуаль Кортес, Ибан Перес Мансанарес, Исраэль Родригес Кальдерон, Мануэль Севильяно, Хосе Хавьер Субиэла, Хосе Алексис Валидо Морено. Тренер — Франсиско Эрвас Тирада.
- 2007: Оскар де ла Фуэнте Сантос, Гильермо Фаласка Фернандес, Мигель Анхель Фаласка Фернандес, Хулиан Гарсия Торрес, Гильермо Эрнан Руперес, Хосе Луис Лобато Арельяно, Хосе Луис Мольто Карбонель, Рафаэль Паскуаль Кортес,Ибан Перес Мансанарес, Франсиско Хосе Родригес, Мануэль Севильяно, Хосе Хавьер Субиэла. Тренер — Андреа Анастази.

### Евролига
- 2004 — не участвовала
- 2005 —  2-е место
- 2006 — 6-е место
- 2007 —  1-е место
- 2008 — не участвовала
- 2009 —  2-е место
- 2010 —  2-е место
- 2011 —  2-е место
- 2012 — 3-е место
- 2013 — 8—9-е место
- 2018 — 8—10-е место
- 2019 — 5—7-е место
- 2021 — 7—9-е место
- 2022 — 7—9-е место
- 2023 — не участвовала
- 2024 — 6-е место

- 2007: Энрике де ла Фуэнте Сантос, Гильермо Фаласка Фернандес, Мигель Анхель Фаласка Фернандес, Альфонсо Флорес Пена, Хулиан Гарсия Торрес, Хосе Луис Лобато Арельяно, Хосе уис Мольто, Ибан Перес Мансанарес, Франсиско Хосе Родригес, Исраэль Родригес Кальдерон, Мануэль Севильяно, Хосе Хавьер Субиэла. Тренер — Андреа Анастази.

### Кубок весны
Мужская сборная Испании дважды (в 1984 и 1994 годах) побеждала в традиционном международном турнире Кубок весны (Spring Cup), который ежегодно (с 1962 для мужских и с 1973 для женских сборных команд) проводился по инициативе федераций волейбола западноевропейских стран.

## Состав
Сборная Испании в соревнованиях 2024 года (Евролига, квалификация чемпионата Европы)
| №  | Имя, фамилия                             | Год рождения | Рост | Амплуа      | Клуб                            |
| -- | ---------------------------------------- | ------------ | ---- | ----------- | ------------------------------- |
| 1  | Аугусто Колито Лопес                     | 1997         | 197  | нападающий  | «Корона» Брашов                 |
| 2  | Хосе Вильяльба Саморано                  | 2000         | 193  | нападающий  | «Групо Эрсе» Сория              |
| 3  | Виктор Родригес Перес                    | 1998         | 199  | нападающий  | «Хершинг» Хершинг-ам-Аммерзе    |
| 4  | Альваро Химено Рубио                     | 1999         | 207  | нападающий  | «Линдеманс» Алст                |
| 5  | Рубен Лоренте Камачо                     | 1998         | 188  | связующий   | «Конектабалеар Манакор» Манакор |
| 7  | Хорди Рамон Феррагут                     | 1999         | 191  | нападающий  | «Чистерна»                      |
| 8  | Унай Ларраньяга Ледо                     | 2000         | 178  | либеро      | «Гуагуас» Лас-Пальмас           |
| 9  | Рубен Лопес Гарсия                       | 1999         | 200  | центральный | «Теруэль»                       |
| 10 | Даниэль Руис Посадас                     | 1995         | 191  | либеро      | «Мелилья»                       |
| 11 | Мигель-Анхель де Амо Фернандес-Эчеваррия | 1985         | 185  | связующий   | «Гуагуас» Лас-Пальмас           |
| 12 | Жан-Паскаль Дьедиу-Диатта                | 1993         | 210  | центральный | «Гуагуас» Лас-Пальмас           |
| 14 | Мойсес Лусия Сесар                       | 1983         | 207  | центральный | «Сан-Роке» Лас-Пальмас          |
| 14 | Мигель-Анхель Форнес Жуль                | 1993         | 204  | центральный | «Гринъярд» Маасейк              |
| 15 | Эмилио Феррандес Молес                   | 2001         | 196  | нападающий  | «Теруэль»                       |
| 16 | Азздин Мимун Чакрани                     | 2004         | 196  | центральный | «Мелилья»                       |
| 21 | Лукас Лоренте Лопес                      | 2001         | 194  | связующий   | «Линдеманс» Алст                |
| 22 | Марио Довале Фидальго                    | 1998         | 185  | либеро      | «Ареналь Эмеве» Луго            |
| 27 | Алехандро Рибас Брокерт                  | 2004         | 195  | центральный | «Конектабалеар Манакор» Манакор |
| 77 | Адриан Олалья Гомес                      | 2001         | 196  | нападающий  | «Групо Эрсе» Сория              |
| 98 | Франсиско Ирибарне Фернандес             | 1998         | 199  | нападающий  | «Гринъярд» Маасейк              |

- Главный тренер — Хосе Луис Мольто.
- Тренеры — Алексис Рубен Гонсаленс, Гильермо Кармона.

## Фотогалерея

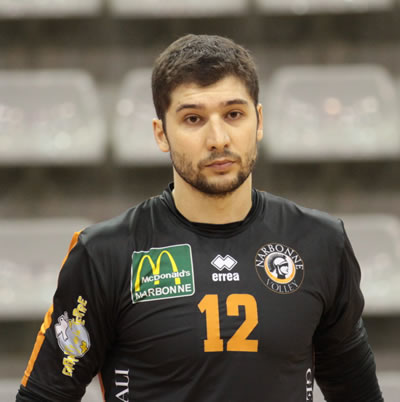
Гильермо Фаласка
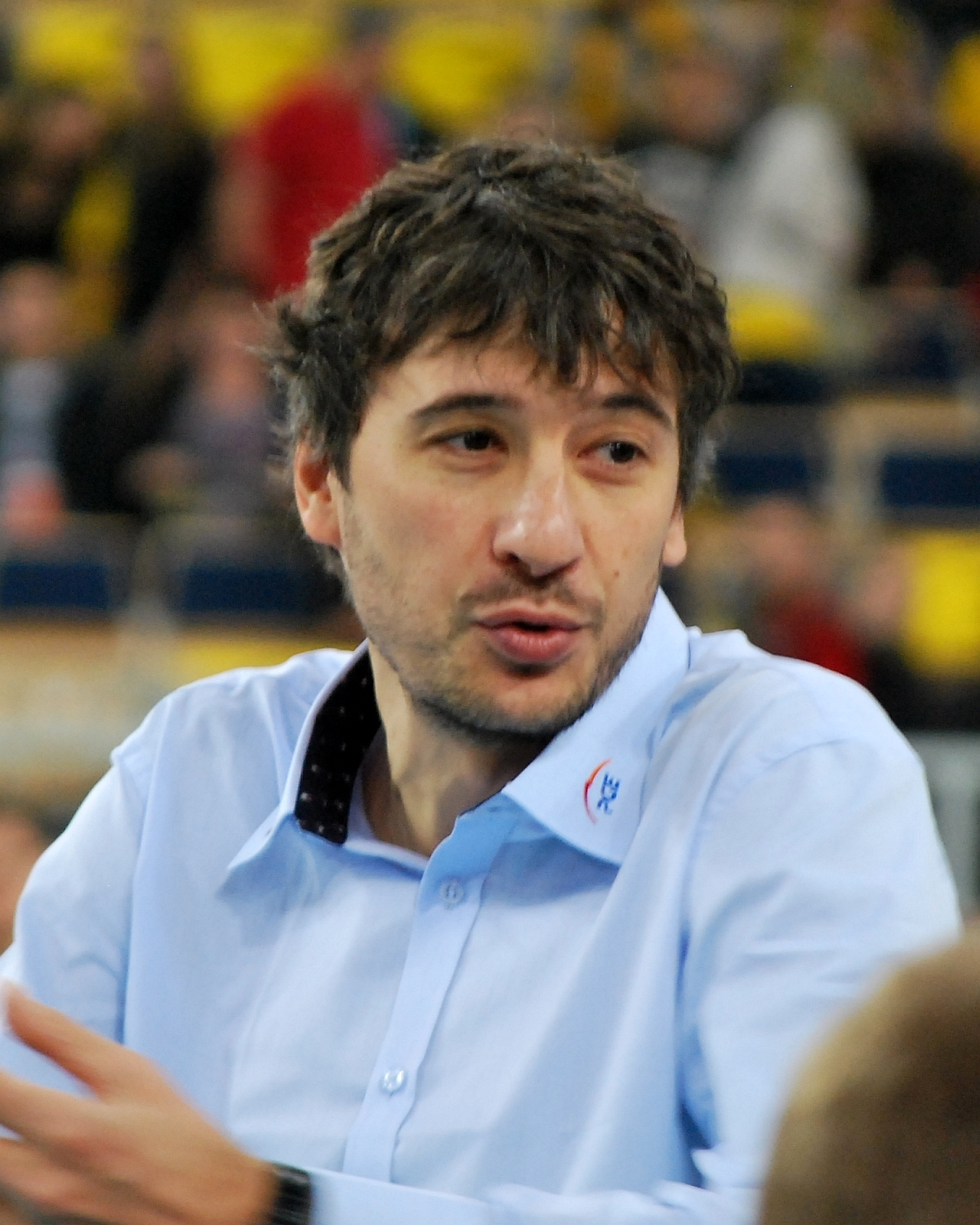
Мигель Анхель Фаласка